# کارلوس مک آلیستر
کارلوس مک آلیستر (انگلیسی: Carlos Mac Allister؛ زادهٔ ۶ مارس ۱۹۶۸) بازیکن فوتبال اهل آرژانتین است. او پدر الکسیس مک‌آلیستر بازیکن حال حاضر لیورپول و تیم ملی آرژانتین است. دو پسر دیگر او به نام های کوین و فرانسیس نیز فوتبالیست هستند.
از باشگاه‌هایی که در آن بازی کرده‌است می‌توان به باشگاه فوتبال راسینگ کلوب آویاندا، باشگاه فوتبال بوکا جونیورز، و باشگاه فوتبال آرژانتینوس جونیورز اشاره کرد.
وی همچنین در تیم ملی فوتبال آرژانتین بازی کرده‌است.